# Scaptotrigona
Scaptotrigona é um gênero de abelha sem ferrão encontrado no Neotrópico, desde o México até Brasil e Argentina, com 20 espécies conhecidas. São abelhas pequenas e de cor negra brilhantes de 4 a 7 mm de comprimento, com cabeça arredondada e reduzida cesta de pólen. A grande maioria das Scaptotrigonas são muito defensivas, principalmente em épocas de boa florada e dias muito quentes e úmidos. São muito populosas e geralmente não armazenam muito mel.
Scaptotrigonas podem hibridizar entre si, tanto em ambiente natural como em meliponários, dificultando ainda mais a identificação da espécie, pois com isso a espécie híbrida fica com a característica das duas espécies ou até mesmo formando uma terceira espécie, com entrada diferente, cor totalmente nova, etc.
As espécies desse gênero são conhecidas pela entrada caraterística do ninho em formato de tubo ou corneta. 

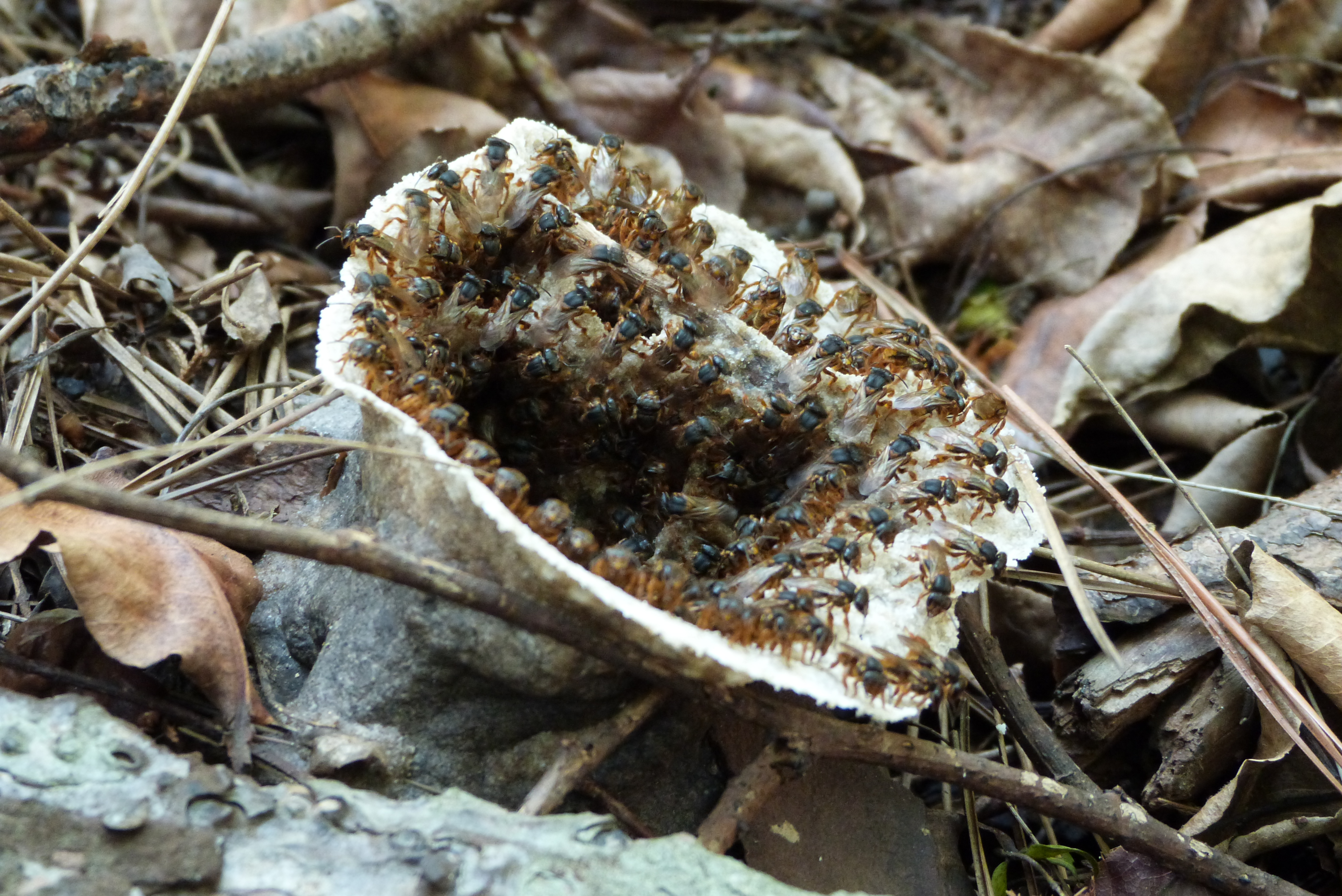
Entrada de ninho de Scaptotrigona xanthotricha

## Espécies
Vinte espécies do gênero são reconhecidas oficialmente, nove delas tem ocorrência no Brasil.

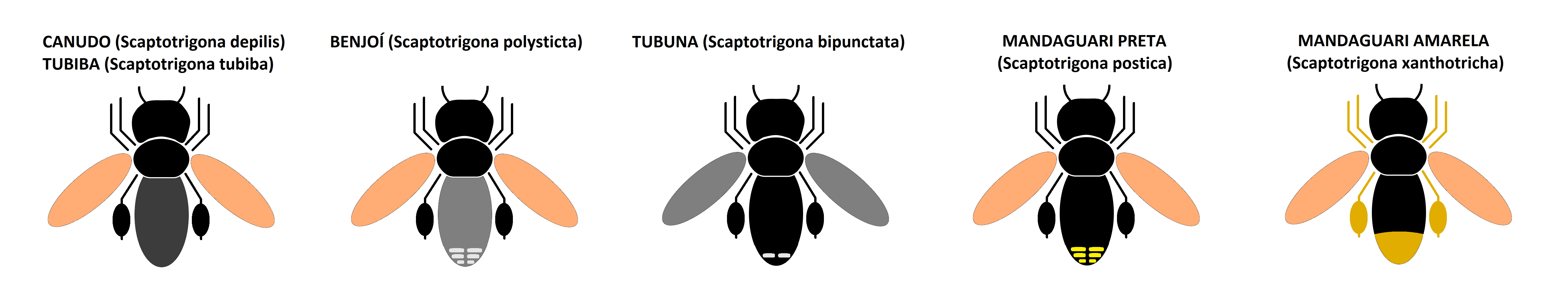
Representação de seis espécies de Scaptotrigonas spp.

Tabela de espécies e distribuição:
| Gênero        | Espécie                         | Nome popular                                                | Distribuição                                                                         | Pesquisador            |
| Scaptotrigona | Scaptotrigona affabra           |                                                             | Brasil (PA, RO)                                                                      | Moure, 1989            |
| Scaptotrigona | Scaptotrigona barrocoloradensis | zagaño, enredapelos                                         | Equador e Panamá.                                                                    | Schwarz, 1951          |
| Scaptotrigona | Scaptotrigona bipunctata        | tubuna, tapesuá                                             | Bolívia, Brasil (AC, CE, MA, MG, PR, PA, RS, RJ, SC), Paraguai e Peru.               | Lepeletier, 1836       |
| Scaptotrigona | Scaptotrigona depilis           | canudo                                                      | Argentina, Bolívia, Brasil (MS, MG, PR, RS, SP) e Paraguai.                          | Moure, 1942            |
| Scaptotrigona | Scaptotrigona emersoni          |                                                             | Guiana                                                                               | Schwarz, 1938          |
| Scaptotrigona | Scaptotrigona fulvicutis        |                                                             | Brasil (AP, AM) e Guiana Francesa                                                    | Moure, 1964            |
| Scaptotrigona | Scaptotrigona hellwegeri        | abeja-bermeja                                               | México                                                                               | Friese, 1900           |
| Scaptotrigona | Scaptotrigona jujuyensis        |                                                             | Argentina                                                                            | Schrottky, 1911        |
| Scaptotrigona | Scaptotrigona limae             |                                                             | Peru                                                                                 | Brèthes, 1920          |
| Scaptotrigona | Scaptotrigona luteipennis       | tapacara                                                    | México, Costa Rica, El Salvador e Panamá.                                            | Friese, 1902           |
| Scaptotrigona | Scaptotrigona mexicana          | congo-negro, negrita, negro                                 | México, Belize, Costa Rica, El Salvador e Guatemala.                                 | Guérin-Méneville, 1844 |
| Scaptotrigona | Scaptotrigona ochrotricha       |                                                             | Venezuela                                                                            | Buysson, 1892          |
| Scaptotrigona | Scaptotrigona pectoralis        |                                                             | México, Belize, Costa Rica, El Salvador, Guatemala, Honduras, Nicarágua e Panamá     | Dalla Torre, 1896      |
| Scaptotrigona | Scaptotrigona polysticta        | benjoi, bijui, bui-kaiaki, abelha-canudão, mijui, imrê-ti   | Bolívia, Brasil (AC, GO, MA, MT, MG, PA, PI, RO, SP, TO), Colômbia, Peru e Venezuela | Moure, 1950            |
| Scaptotrigona | Scaptotrigona postica           | mandaguari-preta, timba-amarella                            | Bolívia, Brasil (BA, CE, GO, MA, MT, MS, MG, PA, PE, PI, SP, TO) e Peru              | Latreille, 1807        |
| Scaptotrigona | Scaptotrigona subobscuripennis  |                                                             | Costa Rica, Nicarágua e Panamá                                                       | Schwarz, 1951          |
| Scaptotrigona | Scaptotrigona tricolorata       |                                                             | Bolívia, Brasil (AM, MT, RO), Colômbia, Equador e Peru                               | Camargo, 1988          |
| Scaptotrigona | Scaptotrigona tubiba            | tubíba, tubi, tapissuá, tubi-bravo, bocca-raza, tuibá, tubi | Brasil (AP, BA, CE, MA, MG, PA, PE, PI, RJ, SE, SP), Guiana Francesa e Peru          | Smith, 1863            |
| Scaptotrigona | Scaptotrigona wheeleri          |                                                             | Costa Rica, El Salvador e Guatemala                                                  | Cockerell, 1913        |
| Scaptotrigona | Scaptotrigona xanthotricha      | mandaguari-amarelo, tujumirim                               | Brasil (BA, ES, MG, PR, RJ, SC, SP)                                                  | Moure, 1950            |

## Bibiografia
- C. D. Michener (2000) The Bees of the World, Johns Hopkins University Press.
- J. S. Ascher, J. Pickering, (2012) Discover Life's bee species guide and world checklist